# Црква Свете Марије Магдалине у Козјаку
Црква Свете Марије Магдалине у Козјаку, насељеном месту на територији града Лознице, подигнута је 1987. године. Припада Епархији шабачкој Српске православне цркве.
Црква у Козјаку је посвећена Светој Марији Магдалини и освећена је од епископа шабачко-ваљевског Јована и епископа зворничко-тузланског Василија. Живопис је урађен до 2005. године и интересатно је то да је на зиду цркве постоји ретка икона Милоша Обилића, рађена по узору на икону из манастира Хиландар.
Капела у црквеној порти Светог кнеза Лазара и косовских мученика освећена је 1994. године од епископа шабачко-ваљевског Лаврентија. У храму постоји хор Свети краљ Драгутин, основан 2004. године.
Парохију чине Козјак и део Липничког Шора.